# Denise Mégevand
Pour les articles homonymes, voir Mégevand.
Denise Mégevand, 27 mai 1917, Genève (Suisse) - 27 décembre 2004, Saint-Julien-en-Genevois (Haute-Savoie, France) est une harpiste française.

## Biographie
Elle joue de la musique du Moyen Âge et de la Renaissance à la harpe classique et des airs traditionnels à la harpe irlandaise.
Élève de la célèbre harpiste classique Lily Laskine, elle est à son tour professeur du harpiste Alan Stivell,. La rencontre de ces deux personnes, sans oublier le père d'Alan, Georges Cochevelou, est à l'origine du renouveau de la harpe celtique. Son travail tout au long de sa vie participe à son rayonnement, en la faisant entrer dans des structures d'enseignement officielles comme les conservatoires, ainsi qu'en écrivant et publiant des partitions lui étant destinées. Elle donne des cours particuliers à de nombreux Bretons (dont Kristen Noguès âgée de huit ans en 1960) et elle dirige un ensemble de harpes à Paris, la Telenn Bleimor (en parallèle du bagad Bleimor dans lequel joue Alan).
Elle forme également, à la petite harpe, le harpiste et compositeur François-Régis Chenut (Strasbourg, 1935 - Haguenau, 2004) à qui elle dédie en 1973 sa Ballade celtique.
Une trentaine de pièces lui sont écrites, notamment des commandes de Radio France, comme une pièce pour harpe celtique et ordinateur de Jean-Claude Risset. Elle participe à de nombreuses troupes et sur de nombreux disques, notamment avec le mandoliniste Christian Schneider et la guitariste Marie-Thérèse Ghirardi, puis avec la harpiste québécoise Lucie Gascon.
Elle meurt le 27 décembre 2004 à Saint-Julien-en-Genevois. En 2005 une messe de requiem lui est donnée à la basilique de Saint-Denis, avec Pierre Pincemaille aux grandes orgues.